# Олентуй
Оленту́й (рос. Олентуй) — селище у складі Каримського району Забайкальського краю, Росія. Входить до складу Маякинського сільського поселення.
Стара назва — Курорт Олентуй.

## Населення
Населення — 352 особи (2010; 392 у 2002).
Національний склад (станом на 2002 рік):
- росіяни — 98 %